# Белорусский республиканский фонд фундаментальных исследований
Белорусский республиканский фонд фундаментальных исследований (БРФФИ) — государственная организация, созданная для поддержки и финансирования фундаментальных научных исследований.
Фонд был основан в 1991 году на основании постановления Совета Министров БССР. БРФФИ координирует и поддерживает научные исследования, которые ведут учёные и исследовательские коллективы страны. Фонд оказывает поддержку различным научным проектам, способствует развитию международного научного сотрудничества, а также стимулирует участие белорусских исследователей в международных конкурсах и программах.
Основные задачи фонда включают:
- поддержку фундаментальных научных исследований;
- развитие и укрепление научных связей внутри страны и за её пределами;
- содействие научным проектам с перспективой прикладного использования.

Фонд ежегодно проводит конкурсы на финансирование научных проектов. Также поддерживаются научные конференции, издание научной литературы и другие мероприятия, направленные на развитие науки в стране.

## История
БРФФИ был создан в 1991 году как один из первых фондов, направленных на поддержку науки в независимой Беларуси. С момента своего основания фонд играет важную роль в координации и поддержке научных исследований в различных областях знаний, от естественных наук до социальных и гуманитарных дисциплин.

## Международное сотрудничество
Фонд активно участвует в международных научных программах и инициативах. Он поддерживает совместные проекты белорусских ученых с коллегами из других стран, а также предоставляет гранты для участия в международных научных мероприятиях.